# Ањујски национални парк
Ањујски национални парк (рус. Анюйский национальный парк) је један од националних паркова Русије, основан 5. марта 1999. године. Парк покрива слив реке Ањуј, на западној падини централног планинског масива Сихоте Алињ на Руском далеком истоку. Парк се налази у Хабаровској Покрајини, а најближи већи град је Хабаровск.
У прошлости, становништво овог подручја, зависило је од риболова лососа и лова дивљачи. Локални аутохтони народ на овом простору је тунгуско-манџурски народ Нанајци, чија насеља се налазе у непосредној близини националног парка. Парком управља федерално—државна институција Ањујски.

## Географија
Парк је стациониран у Нанијском реојону, у Хабаровској Покрајини, а удаљен је од града Хабаровск око 80 км. Река Ањуј која се налази у оквиру парка, тече западно у реку Амур, највећу реку региона, која се са североистичне стране улива у Охотско море. Парк предствља врло битан природни фактор на овом подручју, зато што ствара еколошки коридор од ниских поплавних делова које водом снабдева река Амур, све до шума која се налазе на планинском масиву Сихоте Алињ.
У непосредној близини парка налази се неколико мањих градова и насеља који су слабо насељени.

## Топографија
Границу парка чине делови гребена малих речних сливова Ањуј и реке Пичи, које се уливају у реку Амур. Источни део територије националног парка је планински, док је доњи западни део равничарски и углавном поплављен због бујања река.
Приближно 45% покривача парка је под источним бореалним четинарским шумама, 30% је под тајгама средњих планинских четинарских шума, 14% покривају поплављене равнице и речна делта, а 11% националног парка покривено је мочварним подручијима. Велики проценат подручја парка обухвата мочварно и речно подручје, па је на његовом простору присутан велики број птичијих врста, које овде долазе да би се храниле. Постоји неколико врста риба и у планинским речним токовима изнад Амура Западни део парка налази се на нижој надморској висини и тај предео назива се Средња амурска равница. Ова равница налази се између Сихоте Алиња и планине Мали Хинган на западу. Југоистични предео парка чини долина реке Пичи и предео је релативно равничарски. Североистично крило парка чини долина реке Ањуј и њене притоке, а ово подручје је стрмије са дубоким кањонима и просечном надморском висином од 600 метара.

## Клима и екорегион
На подрочју Ањујски националног парка преовлађује умереноконтинентална клима, са четири годишња доба, са хладним зимама, топлим и влажним летима. Оквакве екорегије познате су по умереним шумама. Услед влажне климе на овом подручју, присутан је биом широколисних и мешовитих шума умерених предела по Светској фондацији за природу. У поређењу са другим умереним екосистемима, ниво ендемизма биљних врста и бескичмењака у региону је изузетно висок. 
Овај високи ниво биодиверзитета се приписује броју еколошких региона који се сусрећу на овом подручју, у изолованој природи руског дела реке Амур и недостатком глацијације током последњег леденог доба. У реци Амур има више слатководних риба него у било којој другој реци у Русији. Настањено је 120 врста слатководних риба, а ова река највише је позната по лососу.

## Флора и фауна
На простору парка налази се велики број биљних врста, од равничарских поплаљених предела све до планинског масива Сихоте Алињ, где претежно расте монголски храст и корејски бор, који је од стране Светске фондације за природу описан као срце екосистема овог подручја. Број стабала корејског броја је у последњих 50 година смањен за две трећине, а они се и данас илегално секу у околини националног парка. Парк је изузетно важно станиште за мочварне врсте биљака.
Простор парка настањује сибирски тигар који је угрожен, као и већина дивљачи настањених на северном делу планинског масива Сихоте Алињ. На нижим надморским висинама у поплавним равницама настањен је велики број птица, нарочито селица. Угрожене врсте у парку укључују планинску ласицу, азијског црног медведа и врсту Sicista caudata.

## Историја
Нанајци су били традиционални становници локалних, сеоских насеља. На унутрашњој граници парка, мало село Арсењево је било место егзила током колективизације током тридесетих година 20. века. Овај простор је служио и као јапански заробљенички логор 1940. године. Од 2012. године парк је отворио центар за посетиоце, а 50 људи је запослено у парку.
Године 2015. у дивљину на простору националног парка пуштен је сибирски тигар, а након шест недеља лутања, глобални позициони систем забележио је место које је тигар одабрао као своју територију, у оквиру парка.